# Сёрэй-рю
Сёрэй-рю (яп. 昭霊流) – торжественное наименование одного из стилей тотэ, практиковавшегося в деревне Наха на Окинаве. Также известен под названием Наха-тэ.
Также термин сёрэй является местным вариантом чтения иероглифов Шаолинь и обозначает «молодой лес» на диалекте района Наха.

## История и происхождение
Основателем Сёрэй-рю является мастер ушу и тотэ Хигаонна, Канрё, родившийся в 40-х годах XIX века в приморской деревне Наха. Хигаонна первоначально трудился моряком, потом занимался торговлей китайским чаем.
В 23 года Хигаонна круто меняет свою жизнь, приступив к изучению боевых искусств.
Он приезжает в китайскую провинцию Фуцзянь и в течение десяти лет изучает ушу в нескольких закрытых школах. Упорство и целеустремленность молодого окинавца привели к тому, что Хигаонна стал признанным мастером ушу, старшим инструктором, фактически первым помощником своего учителя, которому было доверено самостоятельно проводить тренировки и посвящения учеников, — случай редчайший за всю тысячелетнюю историю существования ушу.
После окончания обучения Хигаонна совершил путешествие по Китаю, знакомясь с различными стилями ушу и вернулся на родину только в 35 летнем возрасте.

## Особенности стиля
В школе Хигаонны долгое время сохранялись практически все принципы китайской традиции ушу: строгая дисциплина, медитативные и дыхательные упражнения, сложные методы тренировки способы направления внутренней энергии в удар.
Стиль Хигаонны был выражено силовым, малоамплитудным с низкими стойками, с упором на развитие мускулатуры и физической силы.
Техника была типичной для школ ушу китайского юга (шаолинь-цюань из провинции Фуцзянь уезда Пунянь, где расположен Южный Шаолинь).
В Китае Хигаонна изучал комплексы упражнений для управлением сознанием и внутренней энергией, которые станут визитной карточкой целого ряда стилей каратэ, особенно тех, которые вышли из школы Хигаонны — Уэти-рю и Годзю-рю (откуда эти упражнения перешли в Кёкусинкай).
Знаменитое ката Сантин встречалось не только в направлении Наха-тэ (после смерти Хигаонны переименованном в Сёрэй-рю), но и по сей день существует в Уэти-рю и Годзю-рю (а соответственно и в Кёкусинкае). В Китае этот комплекс назывался Сань-тин – «три движения вперед» или «три атаки», так как выполняется по схеме три шага вперед – разворот – три шага назад. Происходит он из школ ушу уезда Пунянь, и в трансформированном виде встречается в этих местах и по сей день. Суть комплекса состоит в резком чередовании абсолютного расслабления и абсолютного напряжения, соответственно используются два типа дыхания: обычное, расслабленное и напряженное, причем вдох и выдох выполняются при полном мышечном напряжении.
Характер школы Хигаонны, при жизни мастера известной под именем Наха-тэ, а после получившим наименование Сёрэй-рю, был чисто «китайским». В сущности сам Хигаонна и не утверждал, что создал собственный стиль, будучи мастером ушу, он и преподавал компиляцию из фуцзяньских школ китайского ушу. В этом отличие стиля Сёрэй-рю от другого направления староокинавских школ рукопашного боя, т.е. тотэ – группы Сёрин-рю.